# Mäntysaari
Mäntysaari, en suédois Tallholmen (en français l'île du pin) est une île du sud de la Finlande située dans le golfe de Botnie, au sud-ouest du centre-ville d'Helsinki.
L'île, de forme ronde et habitée, est entourée par les îles de Käärmeluoto Nord et Käärmeluoto Ouest au sud-est, Rajakupu au sud-ouest, Lilla Ängsholm au nord-ouest et Lauttasaari au nord-est. L'île fait partie du district de Lauttasaari.

## Source
- (en) National Land Survey of Finland - Carte de Mäntysaari